# 七苦圣母圣殿 (格拉纳达)

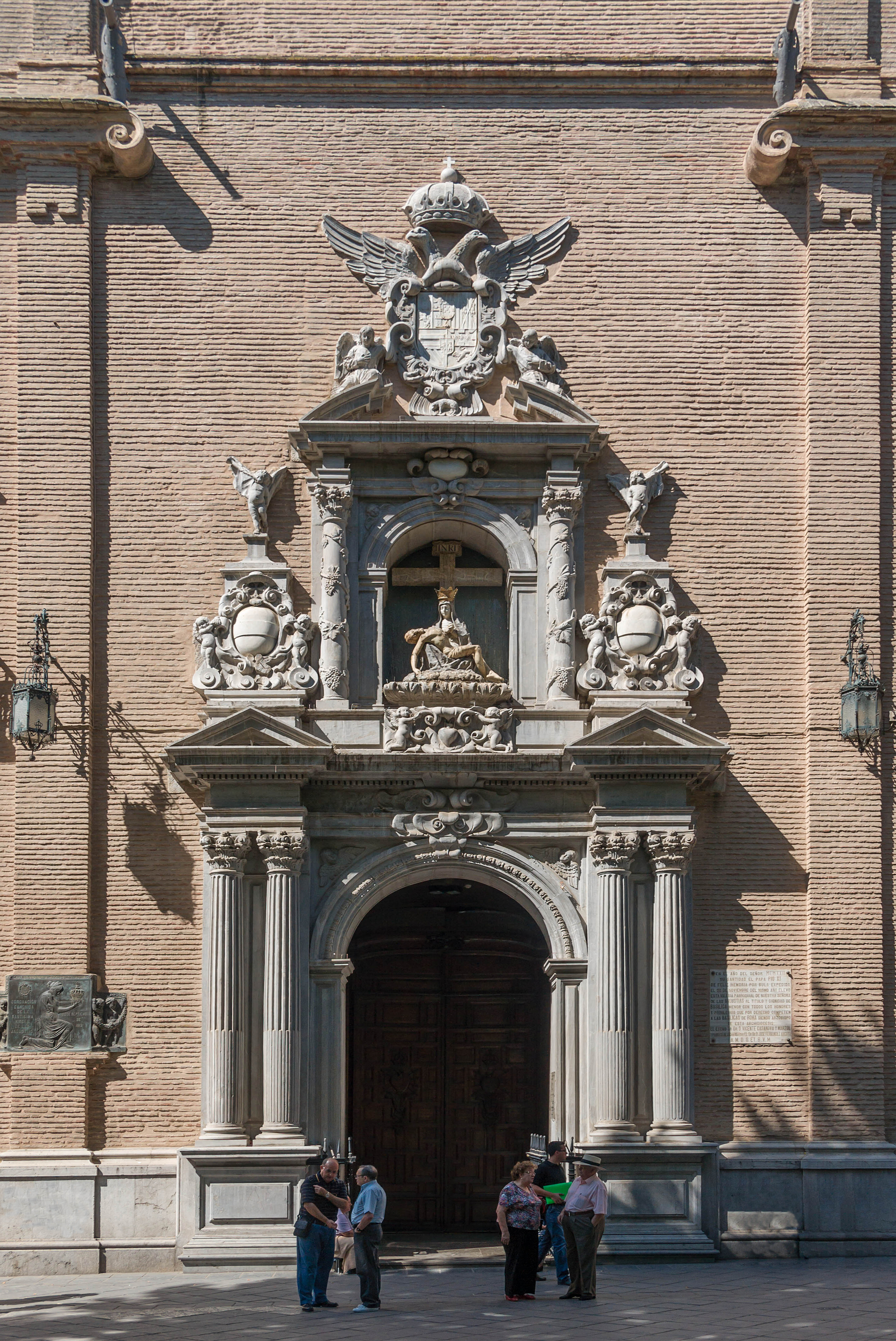

七苦圣母圣殿（Basílica de Nuestra Señora de las Angustias）是一座罗马天主教宗座圣殿，位于西班牙城市格拉纳达的圣母街（carrera de la Virgen），其主保七苦圣母（西班牙语：Nuestra Señora de las Angustias）也是格拉纳达市和整个格拉纳达省的主保。

## 历史
七苦圣母圣殿起源于以前的一个隐修院，供奉圣乌苏拉和苏撒纳，附属于圣玛弟亚堂区，建于1501年。在那里供奉由女王伊莎贝拉一世捐赠的一幅七苦圣母像。教友对这幅圣像的热爱与日俱增，于是在1545年建立了一个善会，又在1585年建立了一座小堂，供奉一幅新的圣像。 1610年，伯多禄总主教（Pedro de Castro）将该堂变为独立的堂区，在1664年建造了一座医院，并在其旁边建造了一座新教堂，于1671年由胡安·路易斯·奥尔特加（Juan Luis Ortega）完成。他是格拉纳达艺术家 Alonso Cano 的弟子，由 Bernardo de Mora 和 Manuel de Cárdenas 协助。 
那家建于1664 年的医院已不复存在，后来其建筑的一部分改为堂区房屋和善会会议室。

## 建筑
该堂和会长楼形成一座独立的建筑，共有三个外立面。主立面矗立着一个巴洛克式大门，是 Bernardo de Mora 的作品。门的两侧是两座高塔，方形平面，六层高，顶部钟楼有高大的八角形尖顶。前三层配有壁柱。

## 内部

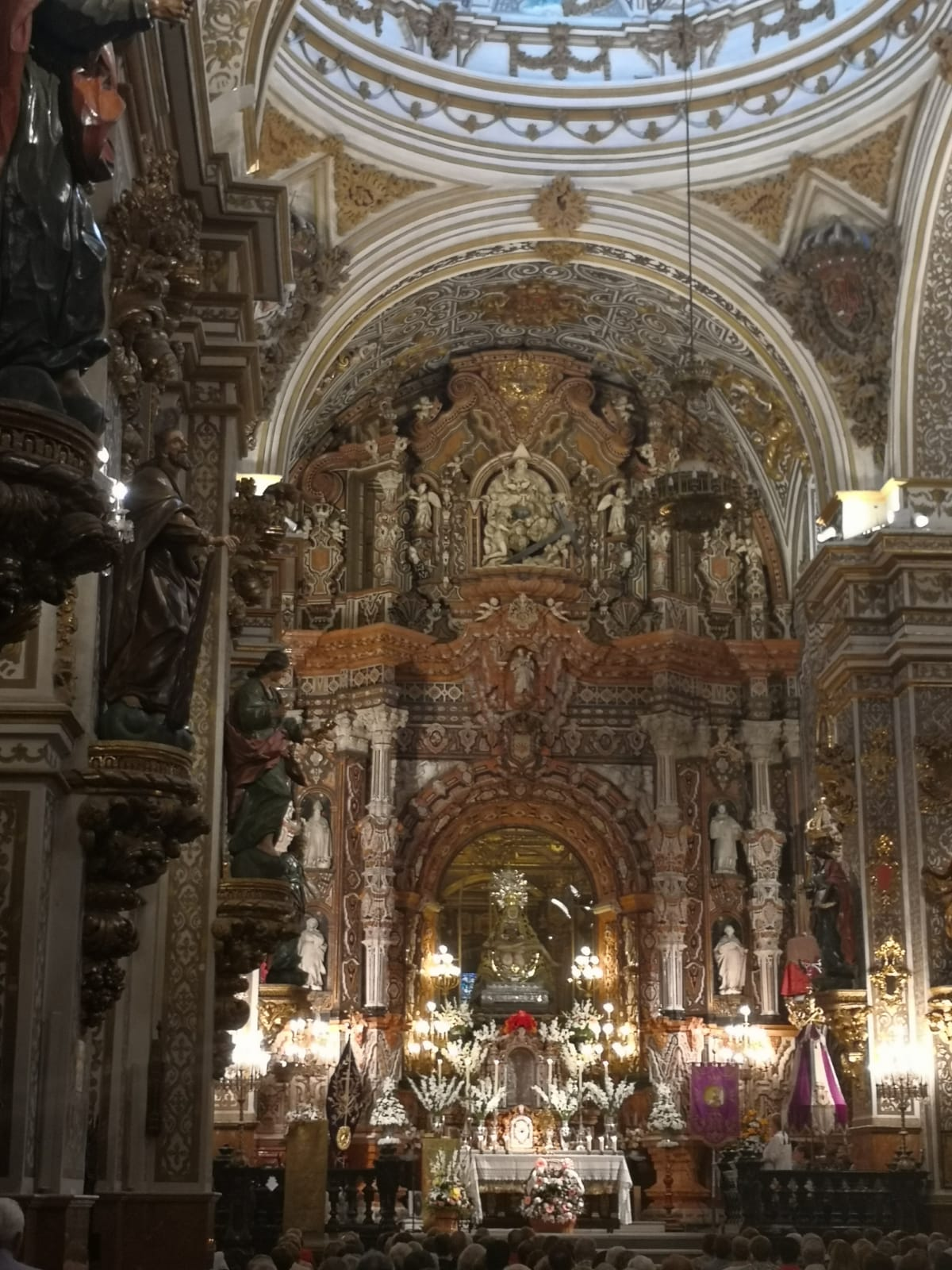

内部为宽阔的中殿，覆盖以桶形拱顶，由粗壮的柱子支撑，上面有代表圣徒的大型雕塑。在中殿的两侧各有四个小堂，地面比中殿略高，并且内部相互连通。                                                                           
整个教堂建筑群充满了金碧辉煌的装饰景观。祭衣间的七苦圣母像具有巴洛克式的奢华，拥有金色的叶子和绚丽的彩色大理石，为格拉纳达教堂最具代表性的作品之一。